# テオ・ミデルカンプ
テオ・ミデルカンプ（Theo Middelkamp、1914年2月23日 - 2005年5月2日）は、オランダ、ニウ＝ナメン出身の自転車競技（ロードレース）選手。
本名は、テオフィル・ミデルカンプ（Theofiel Middelkamp）。

## 来歴
1934年、国内選手権・アマチュアロードレース優勝。同年プロ転向。
1936年、ツール・ド・フランス第7ステージを勝利。オランダ国籍選手として初めてツール・ド・フランスで区間優勝を果たした。世界選手権・プロロードレース3位。
1938年、国内選手権・プロロードレース優勝。ツール・ド・フランス第7ステージ勝利。
1939年まで競技生活を続けたものの、その後、第二次世界大戦が勃発したため、レースキャリアは一時中断を余儀なくされた。大戦期間中、密売で生計を立てていたことがみつかって逮捕され、数ヶ月間投獄されたこともある。
1943年にレースキャリアを再開させ、同年の国内選手権・プロロードレース優勝。
1945年、国内選手権・プロロードレース優勝。
1947年、世界選手権・プロロードレース優勝。オランダ国籍選手として初のプロロードレースの世界チャンピオンとなった。
1950年、世界選手権・プロロードレース 2位。
1951年引退。
引退後、ベルギーのキールドレヒトに移住。加えて同国の国籍も取得し、二重国籍者となった。2005年5月2日、同地で死去した。91歳没。